# 维洛特朗
维洛特朗（法語：Villotran，法語發音：[vilɔtʁɑ̃]）是法国瓦兹省的一个旧市镇，属于博韦区。

## 地理
维洛特朗（49°20'45"N, 2°0'58"E）面积5.18 平方千米，位于法国上法蘭西大區瓦兹省，该省份为法国北部内陆省份，北起索姆省，西接厄尔省和滨海塞纳省，南至塞纳-马恩省和瓦兹河谷省，东临埃纳省。
与维洛特朗接壤的市镇（或旧市镇、城区）包括：欧讷伊、博蒙莱诺南、布赖地区贝尔讷伊、拉讷维尔加尼耶。
维洛特朗的时区为UTC+01:00、UTC+02:00（夏令时）。

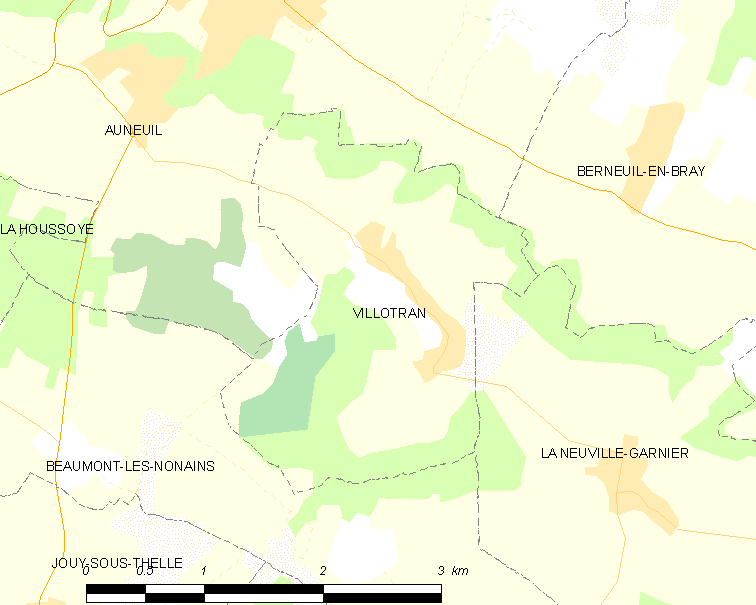
维洛特朗的OSM定位图

## 行政
维洛特朗的邮政编码为60390，INSEE市镇编码为60694。

## 政治
维洛特朗所属的省级选区为韦克桑地区肖蒙县。

## 人口

1962-2008年间维洛特朗人口变化图示

维洛特朗于2018年1月1日时的人口数量为273人。